# Chivasso
Chivasso (piemontesisch Civas oder Ciuvas) ist eine italienische Gemeinde in der Metropolitanstadt Turin (TO), Region Piemont.

## Lage und Einwohner
Der Ort liegt am Nordufer des Po auf einer Höhe von 183 m s.l.m. Das Gemeindegebiet umfasst eine Fläche von 51 km² und hat 26.118 Einwohner (Stand 31. Dezember 2023). Südwestlich des Ortes mündet der kleine Fluss Orco in den Po.
Die Gemeinde besteht aus den Ortsteilen Montegiove, Betlemme, Torassi, Castelrosso, Pogliani, Borghetto, Mosche, Mandria, Boschetto und Pratoregio.
Die Nachbargemeinden sind Mazzè, Caluso, San Benigno Canavese, Montanaro, Rondissone, Verolengo, Volpiano, Brandizzo, San Sebastiano da Po, Castagneto Po und San Raffaele Cimena.

## Geschichte
Die bekannte Geschichte Chivassos beginnt 1164, als Friedrich Barbarossa das arme Fischerdorf am Po an die Markgrafen von Montferrato zum Lehen gibt.
Im Zuge eines Feldzuges verbündeter Städte (Mailand, Vercelli, Piacenza, Novara, Brescia, Alessandria und weitere, in den Quellen ungenannt gebliebene Kräfte) unter Führung Mailands kam es vom 27. Mai bis zum 15. September 1231 zu einer Belagerung der Burg Chivasso, die mit der Kapitulation der Besatzung wegen Erschöpfung und Nahrungsmittelmangels endete. Dem Mailänder Dominanzanspruch entsprechend entschied Mailand über die Aufteilung der eroberten Länder, obwohl die Belagerung stärker im Interesse Vercellis gelegen hatte, das alles Gebiet bis zum Po dominieren wollte, zumal Chivasso ein wesentlicher Schlüsselort auf dem Weg zwischen Vercelli und Turin war. Durch einen Vertrag vom 13. Dezember 1231 wurden die Rechte an der Burg geteilt: Die Verwaltung Chivassos und der damit eroberten Länder wurde zur Hälfte durch Vertreter Mailands und Vercellis übernommen, beide Städte schickten Besatzungskontingente und einen als Podestà bezeichneten Kommandanten auf die Burg, für Mailand Onricus de Marliano, für Vercelli Iacobus Guidalardus. Doch schon Anfang 1232 beschloss Mailand, dem Markgrafen Bonifatius II. den Frieden und die Rückgabe seiner eroberten Besitzungen anzubieten, wenn dieser sich der mailändischen Lehenshoheit unterwerfe, 11.000 Pfund für Besitzungen in Mailand zahle und Bürger Mailands werde. Chivasso sollte mit anderen Burgen nach der Zahlung übergeben werden, danach aber war die Befestigung zu schleifen und durfte nicht wieder errichtet werden. Obwohl kein Friedensvertrag erhalten ist, wurde dieses Ultimatum wahrscheinlich angenommen und am 6. Mai erschienen Vertreter Mailands und Truppen des Markgrafen und erzwangen die Rückgabe Chivassos gegen den Widerstand der Vercelleser Vertreter. Diese Missachtung der Vercelleser Interessen aus mailändischem Eigeninteresse war laut Raimund Hermes eine schwere Belastung für das Verhältnis der beiden Städte und mitursächlich für den Wechsel Vercellis auf die kaiserliche Seite nach der Schlacht von Cortenuova.

## Sehenswürdigkeiten
- Die Kollegienkirche Santa Maria Assunta, auch als Duomo bezeichnet, wurde Anfang des 15. Jahrhunderts erbaut und 1429 geweiht. Der Campanile entstand 1457. Der Schmuck der Fassade ist auch Terracotta gefertigt.
- Der durch einen Glaskasten geschützte Menhir Lapis Longus ist eine Stele nahe der Via Orti in Chivasso.

## Wirtschaft und Verkehr
In dem Ort befand sich eine Fabrik des Autoherstellers Lancia, in der seit 1962 zahlreiche Lancia-Modelle wie Beta und Delta (Tipo 831) in großer Serie gebaut wurden. 1993 übernahm Maggiora die Anlagen, und es wurden in kleinen Serien Wagen für Fiat gefertigt, so etwa der Barchetta und das Lancia Kappa Coupé. Ab 2003 erfolgte eine schrittweise Umwandlung in einen Industriepark mit Einkaufszentrum.
Der Bahnhof von Chivasso liegt an der Bahnstrecke Turin–Mailand. Ferner verkehren von hier aus die Bahnstrecken Chivasso–Asti, Chivasso–Aosta und Chivasso–Casale Monferrato. Durch das nördliche Gemeindegebiet verläuft die Autostrada A 4 (Turin – Sistiana bei Triest) mit den Anschlussstellen Chivasso-Ovest, -Centro und -Est.

## Städtepartnerschaften
Chivasso hat 2017 mit Przemyśl in Polen einen Partnerschaftsvertrag geschlossen. Ferner besteht eine Partnerschaft mit der Gemeinde Ventotene im Tyrrhenischen Meer.

## Persönlichkeiten
- Defendente Ferrari (* 1480 bis 1485; † nach 1535), italienischer Maler im Piemont
- Ornella Porchia (* 1966), Rechtswissenschaftlerin
- Marco Lingua (* 1978), Hammerwerfer
- Khabane Lame (* 2000), Videoproduzent und Tiktoker

## Bildgalerie

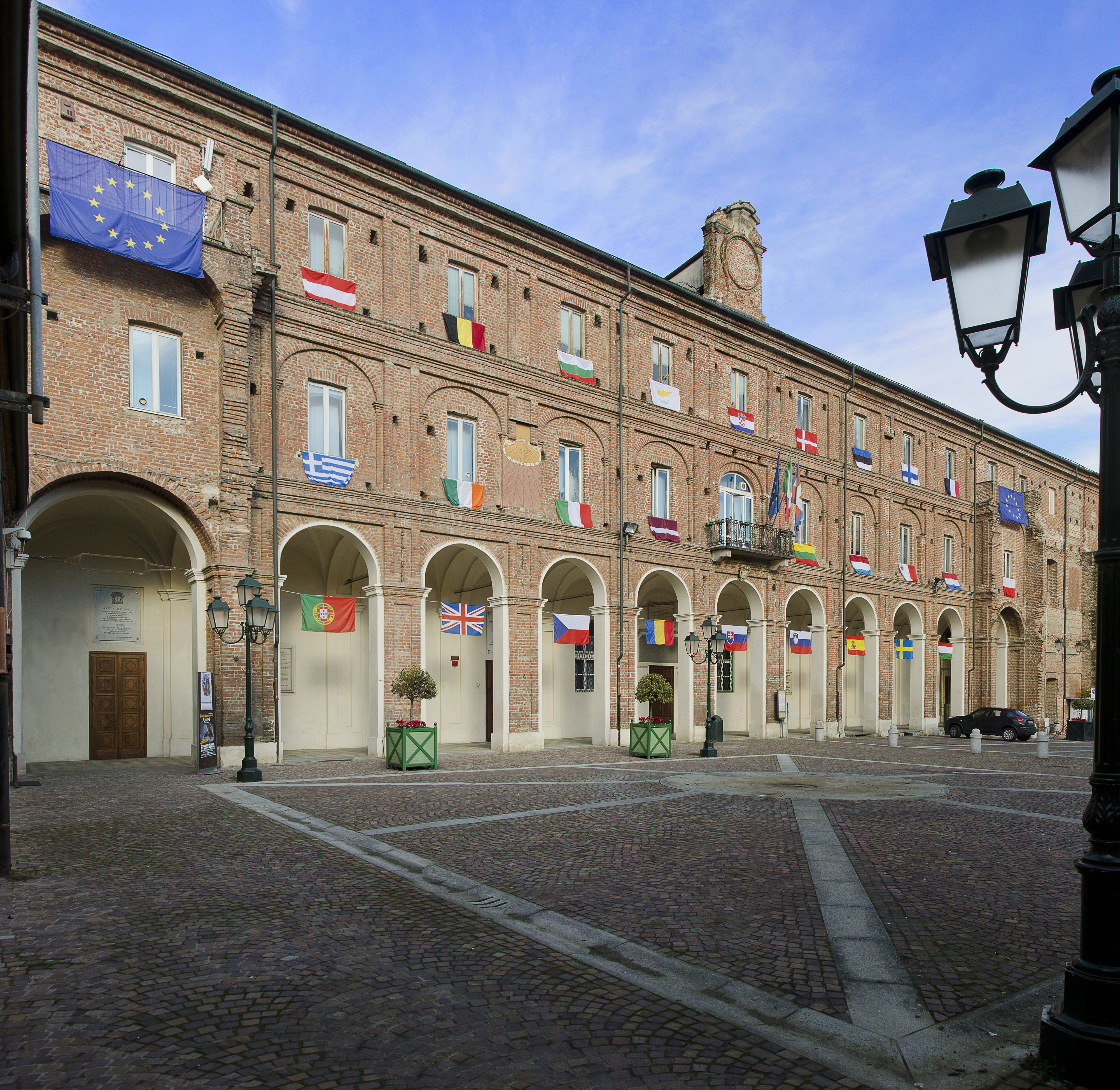
Gemeindehaus
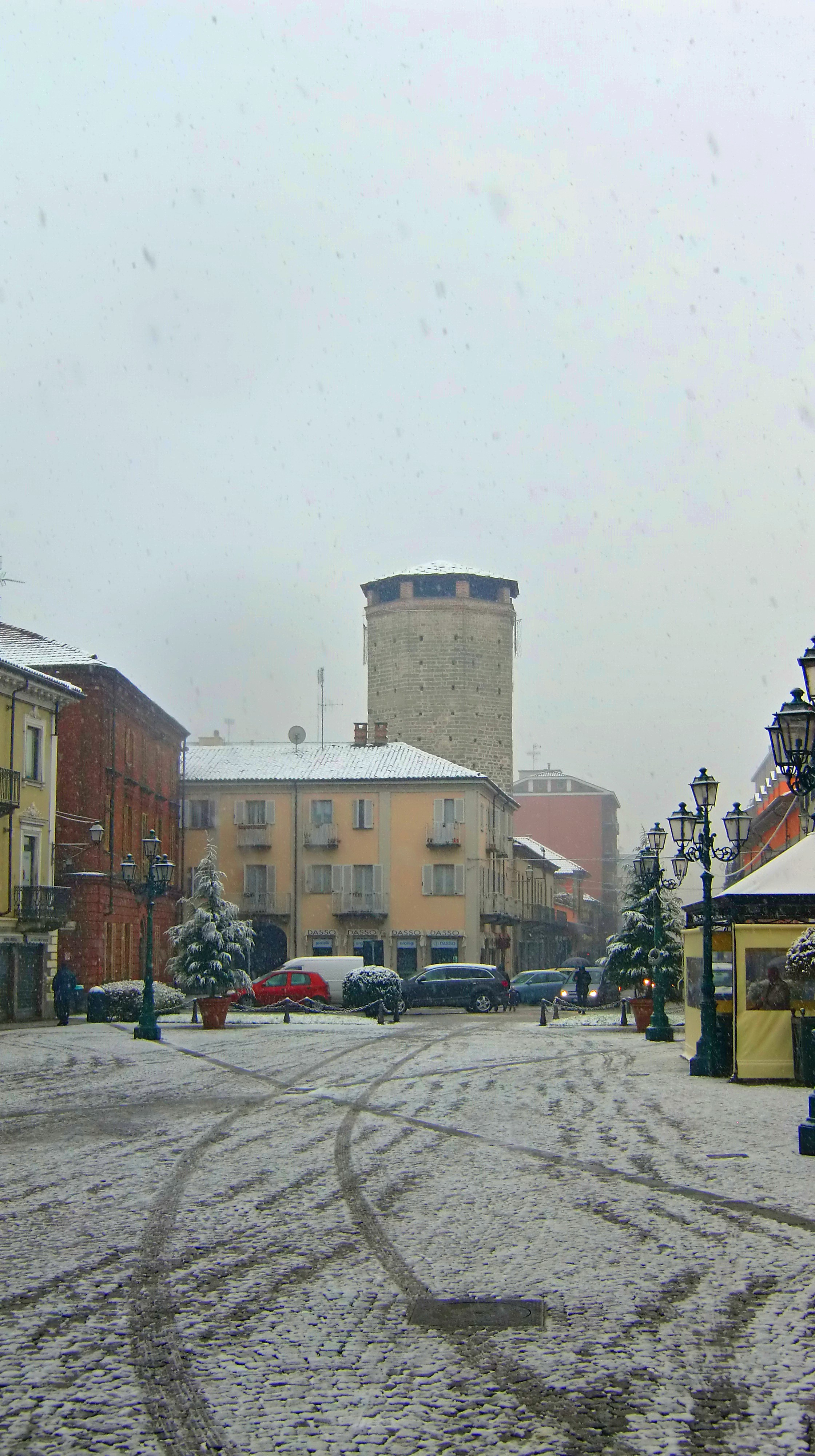
Piazza della Repubblica
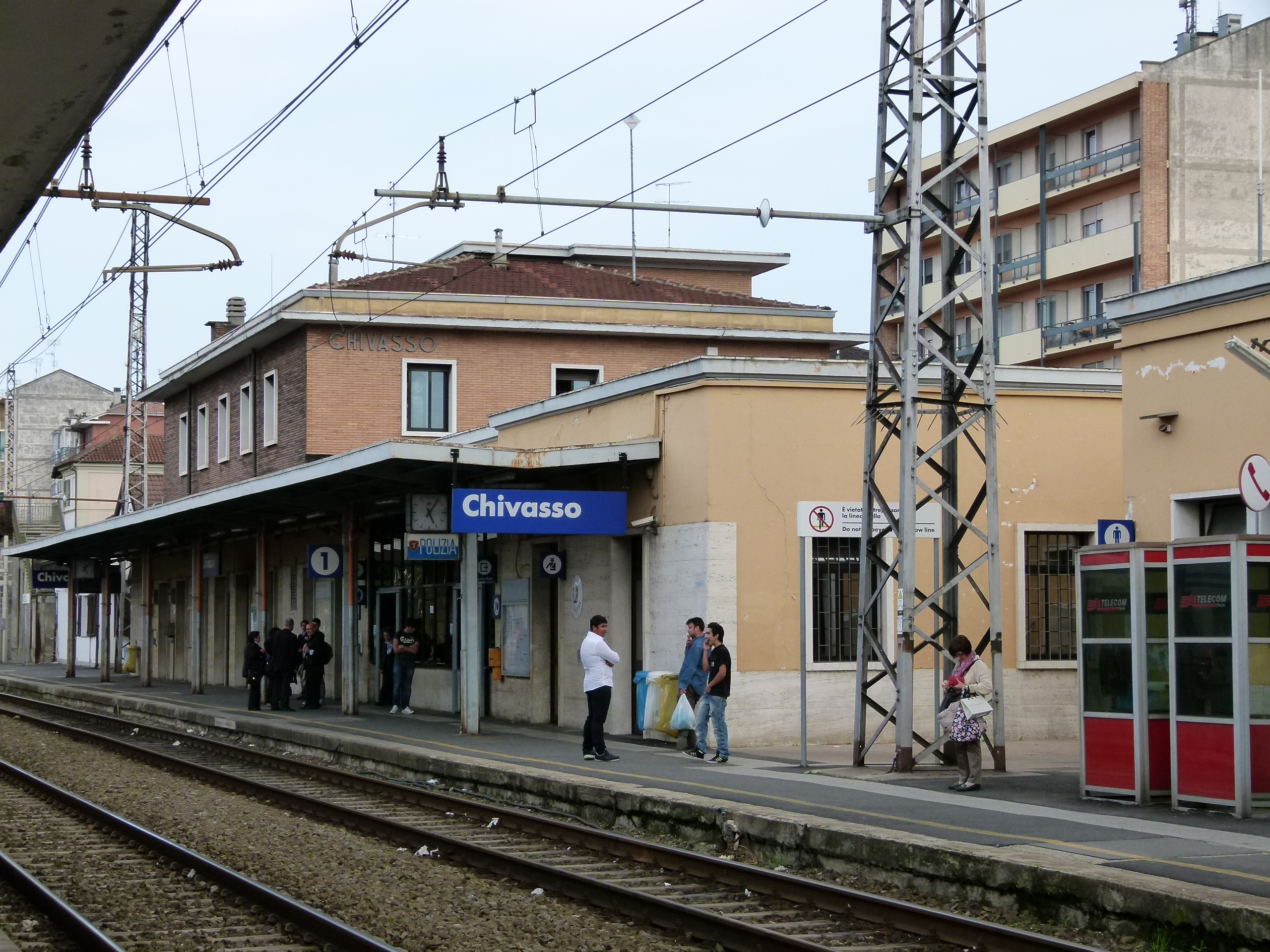
Bahnhof Chivasso
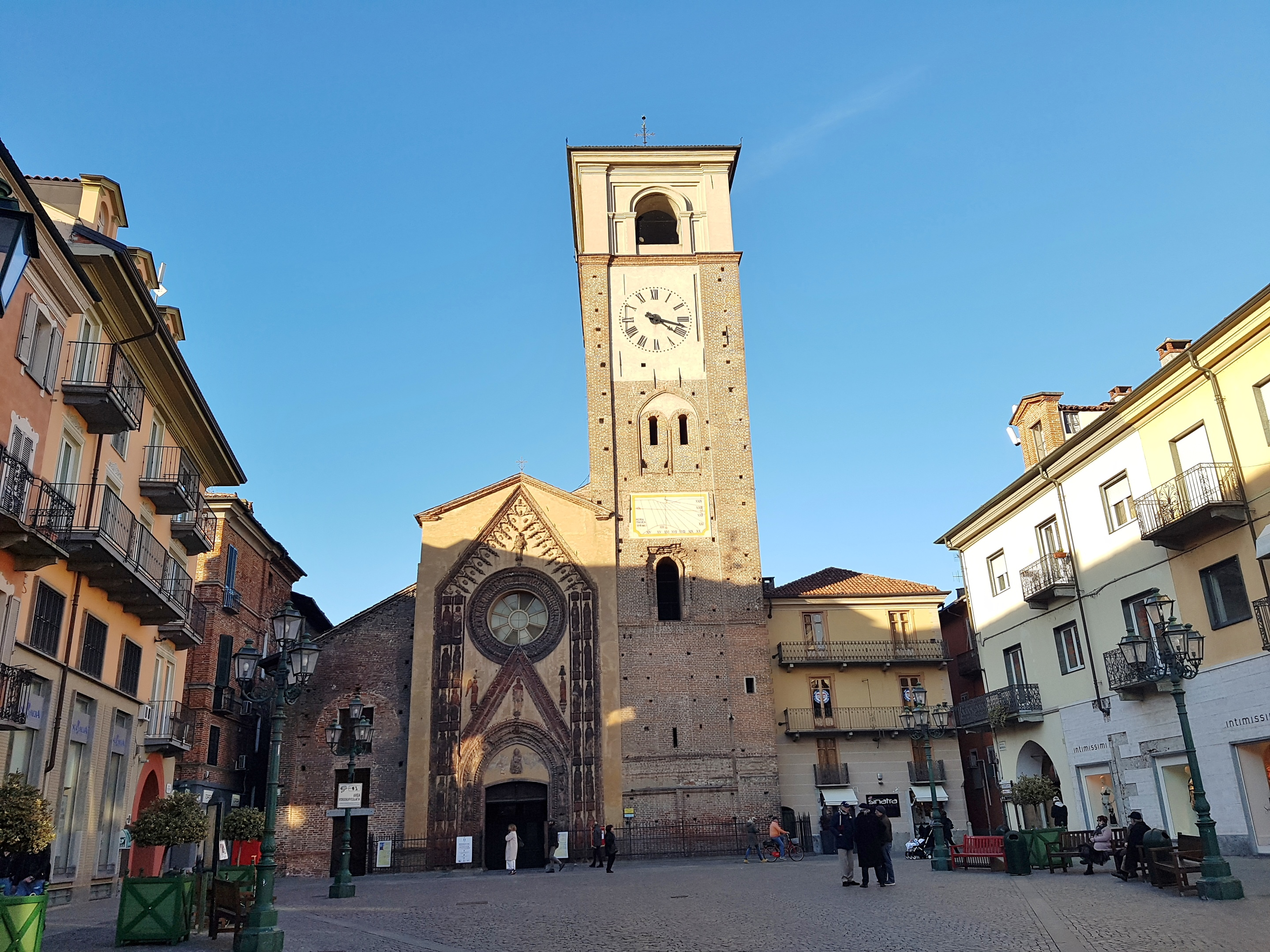
Kirche Collegiata di Santa Maria Assunta
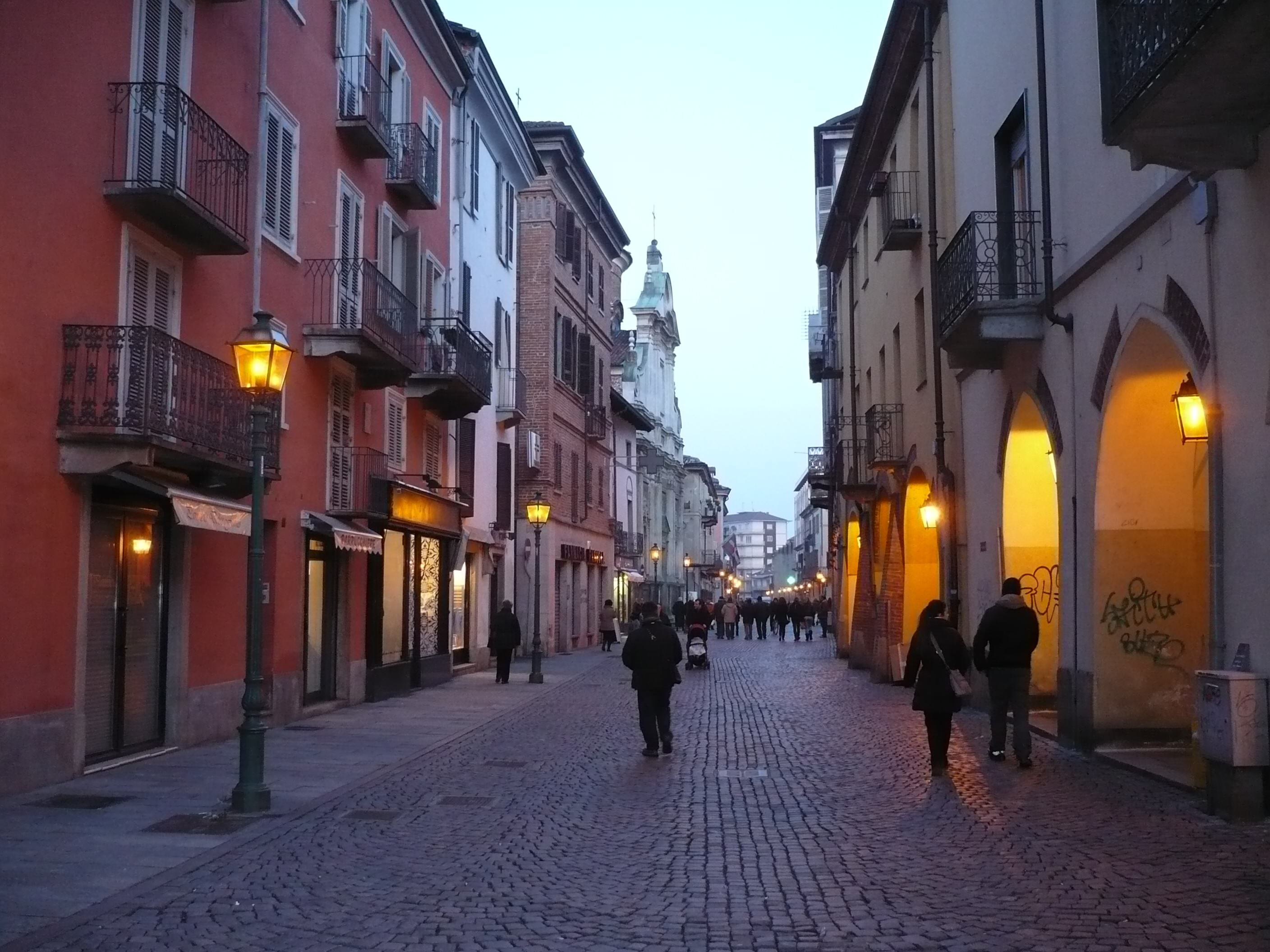
Innenstadt